# Guo Moruo
Guo Moruo (en xinès tradicional: 郭沫若; en xinès simplificat: 郭沫若; en pinyin: Guō Mòruò; Sichuan, 16 de novembre de 1892 — Pequín, 12 de juny de 1978), també conegut com a Dingtang (鼎堂), és el pseudònim del poeta, dramaturg, assagista i historiador xinès Guo Khaizen. Va viure al Japó durant els anys 30 fins a la Invasió japonesa de Manxúria, quan s'afilià al Partit Comunista Xinès. Després de la Guerra civil xinesa va ser nomenat viceprimer ministre (1949-1954) i president de l'Acadèmia xinesa de les ciències. Com a escriptor va ser molt prolífic escrivint poesia, obres de teatre i diversos assajos sobre història, cultura i arqueologia xinesa.
És un dels assagistes xinesos més reconeguts i el primer a fer una anàlisi marxista de la Història de la Xina.

## Obres
- Deesses (1922)
- Avantguarda (1928)